# رون دي سانتيس
رونالد ديون ديسانتيس (بالإنجليزية: Ronald Dion DeSantis)‏ هو سياسي وقاضي وعسكري بحري أمريكي ولد في يوم 14 سبتمبر 1978 في مدينة جاكسونفيل في فلوريدا. هو عضو في الحزب الجمهوري ويشغل حالياً منصب حاكم ولاية فلوريدا. وهو مرشح للإنتخابات الرئاسية الأمريكية 2024. قبل أن يعلن انسحابه في 21 يناير 2024 من السباق الانتخابي، ودعمه الرئيس الأمريكي السابق دونالد ترامب. تخرج من جامعة ييل بقسم التاريخ في 2001. شغل منصب عضو في مجلس نواب ولاية فلوريدا من سنة 2013 إلى سنة 2018. وفي سنة 2019 تولى منصب حاكم ولاية فلوريدا بعد فوزه بانتخابات الولاية على المرشح الديمقراطي وعمدة تالاهاسي أندرو جيلوم.
وفي 21 يناير 2024 أعلن انسحاب ترشحه من سباق الرئاسة عن الحزب الجمهوري وصرح بأنه سيدعم دونالد ترمب في الانتخابات.